# گاسپاره اسپاتوزا
گاسپاره اسپاتوزا (زاده ۸ آوریل ۱۹۶۴) یک مافیوز سیسیلی اهل محله برانکاچیو در پالرمو است. او قاتل برادران فیلیپو و جوزپه گراویانو بود که ریاست خانواده مافیایی برانکاچو را بر عهده داشتند. پس از دستگیری خانواده گراویانو در ژانویه ۱۹۹۴، ظاهراً او به عنوان معاون خانواده مافیا جانشین آنها شد.  او در سال ۱۹۹۷ دستگیر شد و از سال ۲۰۰۸ همکاری با مقامات قضایی را آغاز کرد. در شهادت خود اظهار داشت که سیلویو برلوسکونی، غول رسانه‌ای و نخست‌وزیر وقت، در سال ۱۹۹۳ با مافیای سیسیل معامله‌ای انجام داد که کشور را در دستان کوزا نوسترا قرار داد.

## قاتل مافیا
گاسپاره اسپاتوزا به دلیل مشارکت در شش حمله بمبگذاری و ۴۰ فقره قتل محکوم شده است. او در ۱۵ سپتامبر ۱۹۹۳، به قتل کشیش پیانو پولیسی، کشیش کلیسای سن گائتانو در محله بدنام برانکاچیو در پالرمو که علیه مافیا موضع گرفته بود، اعتراف کرد. اسپاتوزا در ژوئیه ۱۹۹۷ دستگیر شد و در ۱۴ آوریل ۱۹۹۸ به همراه نینو منگانو، کوزیمو لو نیگرو و لوئیجی جیاکالونه به حبس ابد برای این قتل محکوم شد.  
او همچنین در قتل جوزپه دی ماتئو، پسر یازده‌ساله سانتینو دی ماتئو (شاهد دولتی) که پس از ۷۷۹ روز اسارت به قتل رسید، نقش داشت. این اقدام تلاشی ناموفق برای وادار کردن پدر به پس گرفتن شهادتش درباره بمبگذاری کاپاچی بود که منجر به کشته شدن قاضی ضد مافیا جووانی فالکونه شد. اسپاتوزا در دادگاه از خانواده دی ماتئو طلب بخشش کرد و در سال ۲۰۱۲ به ۱۲ سال حبس برای نقشش در این قتل محکوم شد.
در دهه ۱۹۹۰، اسپاتوزا در بمبگذاری‌های متعددی به عنوان بخشی از کمپین ترور مافیا علیه دولت در سال ۱۹۹۳ مشارکت داشت. این اقدامات پس از ترور قضات ضد مافیا پائولو بورسلیینو و فالکونه در سال ۱۹۹۲ صورت گرفت. در ژوئن ۱۹۹۸، اسپاتوزا به اتهام بمبگذاری در ویا دی جورجوفیلی در فلورانس، کشتار ویا پالسترو در میلان و بمبگذاری در کلیساهای سن جووانی در لاتران و سن جورجیو در ولابرو در رم که منجر به کشته شدن ۱۰ نفر و زخمی شدن ۹۳ نفر شد و همچنین خسارات شدیدی به میراث فرهنگی مانند گالری اوفیزی وارد کرد، به حبس ابد محکوم شد.

## همکاری با دستگاه عدالت (پنتیتو)
در اکتبر ۲۰۰۸ مشخص شد که اسپاتوزا پس از ۱۱ سال حبس تحت قانون ۴۱-بیس (نظام سخت زندان)، چهار ماه پیش از آن به یک شاهد دولتی (پنتیتو) تبدیل شده بود. او اظهار داشت که در زندان به دین روی آورده و هنگام مواجهه با "انتخاب بین خدا و کوزا نوسترا"، راه همکاری و گفتن حقیقت را انتخاب کرده است. اسپاتوزا در سال ۲۰۰۹ در دوره‌های الهیات نام‌نویسی کرد.
اعترافات کلیدی
اسپاتوزا به سرقت خودروی فیات ۱۲۶ که در بمبگذاری ۱۹ ژوئیه ۱۹۹۲ در ویا دآملیو پالرمو منجر به قتل بورسلیینو شد، اعتراف کرد. این اعتراف با اظهارات قبلی یک اوباش که به سرقت خودرو اعتراف کرده بود در تناقض بود. با مواجهه با شهادت اسپاتوزا، آن فرد اعتراف کرد که مأموران تحقیق او را مجبور به بیان آن اظهارات کرده بودند. شهادت دقیق اسپاتوزا در برابر بررسی‌ها مقاومت کرد.
تأثیرات اعترافات
اظهارات اسپاتوزا منجر به بازگشایی پرونده قتل بورسلیینو شد که نهایتاً در سال ۲۰۰۳ به نتیجه رسید. این شهادت‌ها همچنین:
- پرده از روش‌های تحریک شاهدان توسط برخی مأموران تحقیق برداشت
- صحت برخی از تحقیقات قبلی را زیر سؤال برد
- نقش واقعی عوامل این ترور را روشن‌تر کرد
تحول شخصی
اسپاتوزا در زندان دچار تحول فکری شدیدی شد و:
- به مطالعات دینی روی آورد
- بین وفاداری به مافیا و حقیقت‌گویی، دومی را انتخاب کرد
- با شرکت در دوره‌های الهیات به دنبال توبه واقعی بود
این تغییر موضع اسپاتوزا نمونه‌ای از تحولات برخی زندانیان مافیا تحت نظام سخت زندان‌های ایتالیا محسوب می‌شود.

## ارتباط با سیلویو برلوسکونی
در سال ۱۹۹۴، جوزپه گراویانو، رئیس اسپاتوتزا، به او گفت که سیلویو برلوسکونی (نخست‌وزیر آینده ایتالیا) در حال مذاکره با مافیا برای یک توافق سیاسی-انتخاباتی بین کوزا نوسترا و حزب فورزا ایتالیا است. این توافق شامل توقف حملات تروریستی مافیا در ازای تضمین‌های سیاسی بود. برلوسکونی چند ماه بعد وارد عرصه سیاست شد و در سال ۱۹۹۴ به نخست‌وزیری رسید.  
اسپاتوتزا ادعا کرد گراویانو این اطلاعات را در یک بار در محله اعیان‌نشین ویا ونِتو در رم با او در میان گذاشت. به گفته او، مارچلو دل‌اوتری، دست راست برلوسکونی، به عنوان واسطه عمل می‌کرد. دل‌اوتری این اتهامات را "بی‌اساس" خواند.  
شواهد دیگر  
ادعاهای اسپاتوتزا با گفته‌های پیشین آنتونینو جوفره، یکی از پنتیتوها (همکاران سابق مافیا که همکاری می‌کند)، همخوانی داشت. جوفره گفته بود برادران گراویانو واسطه بین کوزا نوسترا و برلوسکونی بودند. مافیا پس از فروپاشی حزب دموکرات مسیحی، از حزب فورزا ایتالیا حمایت کرد تا از مشکلات قضایی خود بکاهد.  
واکنش برلوسکونی  
برلوسکونی و وکیلش، نیکولو جدینی، این اتهامات را "غیرقابل اثبات" و "افترا" خواندند. در دسامبر ۲۰۰۹، اسپاتوتزا در دادگاه تجدیدنظر پرونده دل‌اوتری (که به ۹ سال زندان به اتهام همدستی با مافیا محکوم شده بود) شهادت داد و گفت:  
"گراویانو نام برلوسکونی را برد و گفت به لطف او و مردی از شهرمان [اشاره به دل‌اوتری]، کشور در دستان ماست."  
دل‌اوتری در پاسخ گفت:  
"نه من و نه برلوسکونی هرگز ارتباطی با مافیا نداشتیم. این دولت بیش از هر دولت دیگری با جرایم سازمان‌یافته مبارزه کرده است."  
در ۱۱ دسامبر ۲۰۰۹، فیلیپو گراویانو نیز اظهارات اسپاتوتزا را رد کرد و گفت هرگز با دل‌اوتری ملاقات نکرده است.  
نتیجه‌گیری  
این پرونده بخشی از اتهامات طولانی‌مدت درباره ارتباط احتمالی سیاستمداران ایتالیایی با مافیاست، اما تاکنون هیچ مدرک قاطعی علیه برلوسکونی ارائه نشده است.